# Bet Shemesh
Bet Shemesh (Hebreeuws: בית שמש; oude officiële spelling Beit Shemesh) is een stad in het Jeruzalemdistrict in Israël. Volgens gegevens van het Israëlisch Centraal Bureau voor de Statistiek woonden er eind 2020  124.957 mensen.
De plaats is gelegen tussen Jeruzalem en Tel Aviv. Hoewel dichter bij Jeruzalem, reizen inwoners dagelijks naar beide steden en werkcentra rondom Tel Aviv (zoals Lod). Langs de stad loopt een spoorweg, die de stad met zowel Jeruzalem als Tel Aviv verbindt. Forensen reizen evenwel ook per auto, bus, of gedeelde taxi (sherut). Bij de stad zelf ligt een bedrijvenpark.
In 2001 woonden er 24.500 mannen en 24.600 vrouwen. De bevolking is relatief jong, met 47,6% 19 of minder, 17,1% tussen 20 en 29, 18,8% tussen 30 en 44, 9,4% van 45 tot 59, 2,1% van 60 tot 64 en 5,0% 65 jaar oud of ouder. De groeiratio was 11,2% in 2001. 50,1% van de 12e-klassers voltooiden het staatseindexamen in 2001. Naar schatting 100% van de bevolking is joods of gerelateerd aan joden.
Een voorname bron van groei zijn jonge echtparen uit Jeruzalem, die op de goedkopere onroerendgoedprijzen afkomen. Hieronder vallen vele charedische families.
Ook vele charedische immigranten uit Amerika, Engeland, Frankrijk en andere landen wonen in Bet Shemesh.
Ramat Beit Shemesh, dat enkele kilometers van Bet Shemesh ligt, heeft circa 25.000 inwoners en is volledig religieus. Er zijn tevens vele chassidische gemeenschappen.

## Zustersteden
- Cocoa (Florida), Verenigde Staten
- Ramapo (New York), Verenigde Staten